# Hubert de Burgh
Hubert de Burgh (1170 circa – Surrey, 5 maggio 1243) fu conte di Kent e Gran giustiziere sotto i regni di Giovanni d'Inghilterra ed Enrico III d'Inghilterra.

## Gli onori datigli da re Giovanni
Hubert de Burgh nacque attorno al 1170 da Walter de Burgh feudatario del Norfolk di Burgh Castle ed era il fratello più giovane di William de Burgh che accompagnò Giovanni d'Inghilterra nella spedizione che fece in Irlanda nel 1195 e che più tardi fu nominato Signore di Connaught.
Hubert aveva altri due fratelli, Geoffrey (1180circa-8 dicembre 1228) che divenne Vescovo di Ely nel 1225 e Thomas che divenne castellano di Norwich.
Dei primi anni della sua vita non si sa molto se non che entrò alla corte di Giovanni con un incarico minore nel 1197 divenendo suo ciambellano l'anno seguente e continuando a mantenere lo stesso ruolo quando egli salì al trono nel 1199.
Quando era ancora giovane Hubert fece voto di liberare la Basilica del Santo Sepolcro e partì dunque per Gerusalemme prendendo parte alla Terza crociata che finì nel 1192.
Sette anni dopo Giovanni salì al trono succedendo al fratello Riccardo I d'Inghilterra e per Hubert iniziarono i successi, nel 1199 ricevette il feudo di Corfe e nel 1201 fu la volta di tre importanti castelli delle Marche gallesi: il Castello di Grosmont (a Grosmont), quello di Skenfrith e il White Castle a Llantilio Crossenny.
Nel 1200 venne nominato Sceriffo per il Dorset e il Somerset a cui si aggiunse nel 1202 quello per il Berkshire e da ultimo per l'Herefordshire nel 1215, venne infine nominato castellano per il Castello di Launceston e quello di Wallingford.
Fra le altre cariche che detenne vi fu quella di conestabile per il Castello di Dover e sempre nel 1215 venne nominato Lord guardiano dei cinque porti;tuttavia la Prima guerra dei baroni, che scoppiò quell'anno, ritardò probabilmente di qualche tempo l'ufficializzazione di queste ultime due nomine.

## La guerra contro i francesi e contro i baroni
Circa un decennio prima, il 31 luglio 1202,Giovanni catturò ed imprigionò il giovane nipote Arturo I di Bretagna, figlio di suo fratello Goffredo II di Bretagna e lo imprigionò presso Falaise, dove venne affidato alla custodia di Hubert. L'anno dopo il giovane venne trasferito a Rouen dove morì, probabilmente in quello stesso anno; nel corso dei secoli ci si è chiesto quale ruolo ebbe Hubert in questa vicenda e William Shakespeare nella sua opera Re Giovanni accetta la tradizione che vuole che Hubert si sia rifiutato di accecarlo dietro ordine diretto del re. Se e quale sia stato il suo contributo alla morte di Arturo è comunque a tutt'oggi sconosciuto.
In ogni caso Giovanni nel 1203 non doveva essere scontento di lui se lo mise a capo del castello di Falaise, di quelli di Chinon e della Turenna. Quest'ultima era una struttura chiave nella difesa della Loira e dopo che Falaise cadde in mano ai francesi, Hubert resistette a Chinon mentre il resto dei possedimenti inglesi cadeva in mano nemica. Chinon rimase sotto assedio per circa un anno e solo nel giugno del 1205 cadde ed in quell'occasione Hubert rimase gravemente ferito mentre cercava di fuggire per evitare l'arresto. L'anno che egli passò cercando di mantenere la posizione e i due che passò in prigione presso i francesi, gli fecero perdere molti degli incarichi e dei possedimenti che aveva iniziato ad accumulare, ma questi furono comunque rimpiazzati da altri, una volta tornato libero.
Negli anni seguenti Hubert rimase un servo fedele di Giovanni anche quando scoppiò, nel 1215, la Prima guerra dei baroni. La Magna Charta lo menziona fra coloro che consigliarono al re di firmarla ed egli fu uno dei due uomini che s'impegnarono a vederla messa in pratica. È del giugno di quell'anno la sua nomina a Gran giustiziere e nei due anni seguenti oltre allo sceriffato dell'Herefordshire ebbe anche quelli del Surrey e del Kent oltre alla nomina di governatore per il castello di Canterbury.
Hubert giocò un ruolo importante nella difesa dell'Inghilterra contro l'invasione francese.
Filippo II di Francia era intenzionato alla conquista di Dover. Le truppe guidate dal figlio, il principe francese Luigi (il futuro Luigi VIII), dopo aver conquistato il castello di Canterbury e quello di Rochester, trovò al castello di Dover il 25 luglio 1216, Hubert con i suoi soldati. Il primo assedio cominciò il 19 luglio e durò tre mesi, poi si ottenne una tregua il 14 ottobre. Nel 1217, Eustachio il Monaco trasportava con la sua flotta le truppe francesi in Inghilterra a supporto del Principe Luigi, ma ebbe uno scontro con il conte Hubert e la sua flotta. La battaglia navale di Dover combattuta all'inizio del 1217 e la conseguente Battaglia di Sandwich, portarono alla definitiva sconfitta di Filippo. Questi successi non rimasero senza premio, nel 1216 Hubert divenne sceriffo per il Norfolk ed il Suffolk e nel 1223 lo divenne per il Kent.

## Il difficile rapporto con Enrico III
Nel 1216 Giovanni morì, lasciando il trono al figlio di nove anni Enrico III d'Inghilterra e la reggenza venne affidata a Guglielmo il Maresciallo che la mantenne fino alla morte avvenuta nel 1219; a quel punto passò nelle mani di Hubert che finì per farsi parecchi nemici.
Enrico raggiunse la maggiore età nel 1227 e nominò Hubert Signore del castello di Montgomery e creò per lui, per la quarta volta, il contado di Kent. Egli era ancora una potenza a corte, tanto che nel 1228 venne nominato Giustiziere a vita. Nel 1232 i piani dei suoi nemici ebbero la meglio e Hubert venne privato di tutti gli incarichi ed imprigionato, l'anno seguente scappò dal castello di Devizes e si unì alla ribellione di Riccardo il Maresciallo, III conte di Pembroke, figlio del defunto Guglielmo. Una certa riconciliazione fra Enrico e Hubert avvenne nel 1234 per intercessione di Edmondo di Canterbury, Arcivescovo di Canterbury e nello stesso anno Hubert rassegnò le dimissioni da giustiziere, benché non esercitasse nessun potere, di fatto dal settembre 1232. L'intervento di un altro vescovo, William de Raley (morto nell'agosto o settembre 1250), gli restituì brevemente il titolo di conte che gli venne requisito nuovamente nel 1239. Tuttavia Hubert mantenne sempre una certa posizione grazie ai diversi castelli che rimasero sotto la sua custodia. Nel 1236, sua figlia Margaret si sposò con Riccardo di Clare, VI conte di Gloucester, il quale essendo all'epoca quattordicenne, era ancora sotto la custodia del re e il matrimonio era avvenuto senza il suo consenso. Hubert si offrì di pagare Enrico perché riconoscesse le nozze, ma fu inutile poiché sua figlia morì l'anno seguente. Hubert morì nel 1243 nel Surrey.

## Matrimoni e figli
- Beatrice de Warrenne, da cui ebbe due figli, John e Hubert.
- Isabella di Gloucester, prima moglie di re Giovanni, non nacquero figli.
- Principessa Margaret di Scozia, (1193-1259) figlia di Guglielmo I di Scozia e di Ermengarda de Beaumont. Dalla loro unione nacque Margaret (1222circa-1237)

## La carta e lo schermo
Come s'è visto Hubert appare come personaggio nel Re Giovanni di William Shakespeare.
Sullo schermo è apparso per la prima volta nel corto del 1899 King John dove è interpretato da Franklyn McLeay. In seguito è stato interpretato da Jonathan Adams (14 febbraio 1931-13 giugno 2005) nella serie della BBC The Devil's Crown del 1978 e da John Thaw in una riedizione, ancora della BBC, dell'opera shakeasperiana intitolata The Life and Death of King John del 1984.